# Halaikî, Tetiiv
Halaikî (în ucraineană Галайки) este localitatea de reședință a comunei Halaikî din raionul Tetiiv, regiunea Kiev, Ucraina.

## Demografie
Componența lingvistică a localității Halaikî
     Ucraineană (98,85%)
     Alte limbi (1,15%)
Conform recensământului din 2001, majoritatea populației localității Halaikî era vorbitoare de ucraineană (98,85%), existând în minoritate și vorbitori de alte limbi.

## Legături externe
- pl Hałajki în Dicționarul geografic al Regatului Poloniei și al altor țări slave, volum III (Haag — Kępy) anul 1882

- pl Hałajki în Dicționarul geografic al Regatului Poloniei și al altor țări slave, volum XV, p. 1 (Abablewo — Januszowo) 1900